# 장경 (수호전)

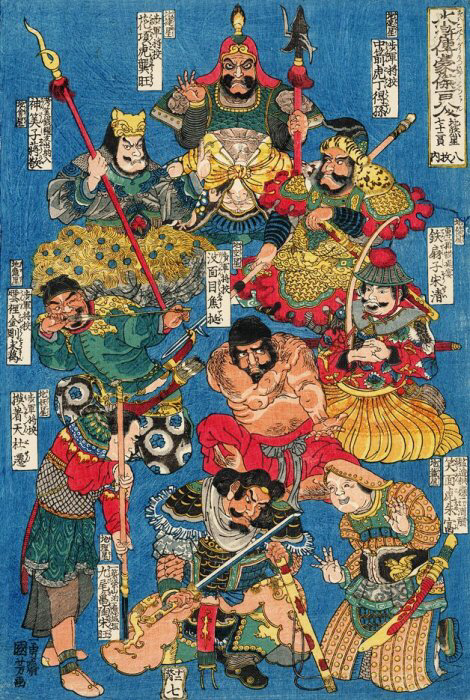

장경(蔣敬)은 중국의 사대기서(四大奇書) 중 하나인 《수호전》(水滸傳)에 등장하는 인물로, 108성 중 53위이자 지살성(地煞星)의 지회성(地會星)에 해당한다. 별호는 신산자(神算子)로 황문산에 거처를 둔 산적으로 황문산의 네두령 중 두번째 서열로 군사를 지냈다. 몇 만 수천이라는 단위의 계산도 일분일리의 착오 없이 암산으로 풀 정도의 산술적 재능에서 별호가 신산자로 불렸다. 창봉 솜씨도 뛰어나고 병법에도 통한다는 문무양도의 인물이지만 양산박에서는 오로지 회계책임자를 맡고 있다. 인사규칙의 관리를 담당하는 배선과 금전과 군량, 마초의 관리를 담당하는 장경이 가세한 이후 양산박은 산적집단에서 일약 군사조직으로 자리잡아 간다.

## 생애
장경은 호남 담주 출신. 담주에서는 수재라는 평판이 높아 과거에도 응시했지만 어이없게도 낙제. 이후 문의 길을 버리고 무도를 취하여 무예와 병법을 배우고 황문산으로 올라가 산적이 되어 구붕, 마린, 도종왕 등의 동료들과 함께 4,500명의 졸개를 이끌었다. 어느 때 강주에서 형장을 습격한 양산박 일당이 양산박으로 돌아가는 중에 황문산의 본거지 부근을 지난다는 정보를 얻은 장경과 황문산 산적들은 천하의 의적으로 이름난 이들을 영접하고자 했다. 양산박의 무리가 오자 일부러 습격하는 듯한 내색을 보이며 양산박 일행들이 자신들이 양산박임을 말하자 지체없이 자신의 결례를 사과하고 일행을 산채로 초대하여 크게 대접하였다. 이 자리에서 이들의 실력을 전해들은 송강으로부터 양산박에 합류하라는 권유를 받고 기뻐하던 장경과 황문산 산적들은 그대로 양산박에 합류했다.
양산박 입산 직후에는 구붕 등과 함께 송강을 구출하는 무인으로서의 활약을 보였으나, 직후 새로운 조직편제 때에는 그 계산능력을 인정받아 창고 출납관리자가 되었고, 후에 금전, 군량, 마초 등의 재무관리를 도맡게 되었다. 장경은 평시에는 회계 부기 예산 책정, 두령 및 병졸들에 대한 급금을 관리했고 전시에는 전비군비 관리 조달과 물자군량 출납 및 수송을 담당해 양산박의 배후로 크게 활약했다.
108명이 양산박에 모인 후에도 계속 같은 직무를 맡아 사무방의 우두머리인 시진, 이응의 보좌를 담당하였고 관군과의 싸움이나 양산박이 조정에 귀순한 후에도 같은 직무를 수행하여 전선에 나서지 못하였으므로 방랍의 난 평정 이후까지 무사했고 개선하여 벼슬을 하사받으나 뜻이 있어 이를 반납하고 담주로 돌아와 일반 서민으로서 평온무사히 여생을 보냈다.